# Papillacarus ramirezae
Papillacarus ramirezae är en kvalsterart som först beskrevs av Corpuz-Raros 1979.  Papillacarus ramirezae ingår i släktet Papillacarus och familjen Lohmanniidae. Inga underarter finns listade i Catalogue of Life.